# José Inés Novelo
José Inés Novelo (1 de mayo de 1868 - 1956) fue un profesor, político, escritor y poeta mexicano, nacido en Valladolid, Yucatán y fallecido en la Ciudad de México. Según el historiador José Esquivel Pren, Novelo fue uno de los mejores exponentes de la poesía yucateca de la primera mitad del siglo XX. Fundador de la Liga de Acción Social en 1909, junto con Gonzalo Cámara Zavala.

## Datos biográficos
Nació en Valladolid, Yucatán, el 1 de mayo de 1868, siendo hijo de Concepción Novelo y de padre desconocido. De cuna muy humilde, supo remontar las limitaciones que le impuso su condición, y alcanzar fama y renombre. Ejerció el magisterio durante 34 años en la Escuela Normal para Maestros de Yucatán, que fue su alma mater. Fue director del Instituto Literario de Yucatán y presidente del Consejo de Educación Pública durante la gubernatura de Olegario Molina en la etapa prerrevolucionaria de México. Durante el gobierno de Salvador Alvarado participó en el primer Congreso Pedagógico de Yucatán (1915) presidido por el maestro Rodolfo Menéndez de la Peña. En esos años promovió la campaña para la creación de escuelas rurales en las haciendas henequeneras de su estado natal.
Durante el gobierno de Francisco I Madero en México, fue diputado y presidente del llamado Bloque Renovador de la XXVI Legislatura del Congreso mexicano. Fue también secretario particular de José María Pino Suárez en la Vicepresidencia de la República, hasta el momento en que se dio el golpe de Estado de Victoriano Huerta, habiendo sido enviado a la cárcel de Lecumberri como preso político de noviembre de 1914, hasta abril de 1915.
Al recobrar su libertad viajó a Veracruz para integrarse al gobierno de Venustiano Carranza. Ocupó la dirección del periódico El Pueblo, la Oficialía Mayor de la Secretaría de Gobernación y la presidencia del Partido Liberal Constiticionalista, cargo que desempeñaba cuando fue asesinado Carranza en 1920. En ese punto y después de haber sido víctima de una atentado que estuvo a punto de costarle la vida, salió exiliado primero a La Habana, después a Nueva York. En esa época colaboró con varios periódicos cubanos bajo el seudónimo de Pif-Paf.
Más tarde, ya durante el gobierno del general Lázaro Cárdenas del Río, fue director del Diario Oficial de la Federación y el gobernador de Yucatán, Ernesto Novelo Torres, lo nombró representante del gobierno yucateco en la Ciudad de México.

## Obra
Fue autor de ensayos pedagógicos y literarios, aunque su obra poética fue la que alcanzó mayores reconocimientos. Entre esta última destacan:
- De mi musa, 1896
- Soneto "A su majestad la reina", 1903
- Gérmenes, 1905
- Pétalos, 1909
- Abril, 1937
- El hombre y otros poemas, 1938
- Último abril, 1939
- Mieses de otoño, 1940
- Rosas de invierno, 1943
- Últimas rosas, 1944
- Alma patria]], 1945
- Florecita, 1946
- Bajo otros cielos, 1946
- Rezagos líricos, 1949
- Rimas Santas, 1949
- Sonetos y poemas de catorce versos, 1949

## Reconocimientos
- Una escuela secundaria de su ciudad natal lleva su nombre.
- El ayuntamiento de la ciudad de Valladolid, para perpetuar su memoria, le erigió un monumento en el que se grabó su poema en soneto Post Mortem.